# Pera i Gàlata
Pera i Gàlata foren dos barris de Constantinoble que van ser concessions colonials genoveses durant l'Imperi Romà d'Orient i l'Imperi Llatí. L'antic barri de Pera forma avui el districte de Beyoğlu dins del qual s'ubica el barri de Karaköy, l'antiga Gàlata.
Vegeu Pera (Constantinoble) i Gàlata.

## Podestà
- 1273 Oberto Sardena
- 1276 Ingueto Spinola
- 1279 Niccolò Doria
- 1285 Guideto de Nigro (interí)
- 1300 Bernabo Spinola
- 1300 - 1302 Govino Tartaro
- 1304 Rosso Doria
- 1315 - 1316 Montano de Marinis
- 1335 Andalo de Maris
- 1338 Costantino Doria
- 1348 Benedetto d'Arco
- 1356 Lanzarotto de Castro
- 1357 Bartolomeo Rubeo
- 13.. Jacopo Grillo (interí)
- 1367 Tommaso di Iglione
- 1376 Bartolomeo Pindeberi
- 1379 Luciano de Nigro
- 1382 Lorenzo Gentile
- 1386 Eliano de Camilla
- 1386 - 1387 Raffaele Doria
- 1387 Giovanni de Mezzano
- 1390 Antonio Leardo
- 1391 - 1392 Niccolò Zoagu
- 1392 Dorino Usodimare
- 1396 - 1397 Luchino de Bonavey
- 1397 Gentile Grimaldi
- 1402 Lodovico Bavoso
- 1402 Bartolomeo Rubeo
- 1403 Giannoto Lomellino (interí)
- 1404 Giovanni Sauli
- 1404 Giovanni Botto
- 1405 Napoleone Salvago
- 1405 Giannoto Lomellino (segona vegada)
- 1405 Giovanni Sauli (segona vegada)
- 1410 Tommaso de Campofregoso
- 1411 Quilico de Taddei
- 1413 Corrado Cigala
- 1418 Thedisio Doria
- 1423 Zacaria Spinola
- 1425 - 1426 Imperiale Lomellino
- 1426 Taddeo de Zoagli
- 1427 Giannotto Spinola
- 1430 - 1431 Filippo de Franchi
- 1432 - 1433 Ilairo Imperiale
- 1434 Agostino Montalolo
- 1435 Ansaldo Doria
- 1435 Stefano de Marinis
- 1438 Giovanni di Levanto
- 1439 Simone Macie
- 1440 - 1442 Niccolò Antonio Spinola
- 1443 - 1444 Baruel de Grimaldi
- 1445 - 1446 Baldassarre Maruffo
- 1446 - 1447 Luchino de Facio
- 1447 Pietro di Marco (interí)
- 1448 - 1449 Benedetto di Vivaldi
- 1449 Francisco Cavallo
- 1451 - 1452 Angelo Giovanni Lomelino (interí)
- 1452 - 1453 Francesco Giustiniani